# Смешанные расстройства личности
Сме́шанные расстро́йства ли́чности — группа расстройств личности в Международной классификации болезней, которые зачастую причиняют беспокойство и приводят к дезадаптации, но не проявляют себя специфическим набором симптомов типичных расстройств личности (таких, как шизоидное, параноидное, истерическое, пограничное и прочих). При смешанных расстройствах личности присутствует сочетание сразу нескольких расстройств из рубрик F60.x МКБ-10, при этом специфическое расстройство не выделить. При данном расстройстве не определяется стержневой психопатический синдром, либо же он является нестойким, а в клинической картине преобладают то одни, то другие психопатические синдромы.
В Международной классификации болезней 9-пересмотра (МКБ-9) аналогом смешанных расстройств личности была мозаичная психопатия или мозаичная полиморфная психопатия (301.82).

## Диагностика
Стандартные наборы критериев в МКБ-10 для смешанных расстройств личности отсутствуют.
Для диагностики необходимо исключить акцентуированные личностные черты (Z73.1).

## Смешанное и другие расстройства личности
В адаптированной российской версии МКБ-10 выделяется 2 подтипа смешанных и других расстройств личности (F61):
- F61.0 — Смешанные расстройства личности;
- F61.1 — Причиняющие беспокойство изменения личности.

## Сочетания расстройств личности
Сочетание импульсивного («эксплозивного, возбудимого»), истерического и диссоциального («неустойчивого») расстройства личности часто приводит к зависимостям от психоактивных веществ (наркомания, токсикомания или алкоголизм), а также к асоциальному поведению.
Сочетание шизоидного и психастенического радикала приводит к возникновению сверхценных идей.
Параноидные (паранойяльные), гипертимные и эмоционально-неустойчивые («возбудимые») радикалы в сочетании могут служить почвой для кверулянтства.
Сочетание далёких характерологических синдромов, например сенситивного и возбудимого, или истерического и шизоидного, может свидетельствовать о шизофрении, поэтому необходима тщательная дифференциальная диагностика.